# Microchaetona medinops
Microchaetona medinops là một loài ruồi trong họ Tachinidae.